# Linia kolejowa nr 174
Linia kolejowa nr 174 – prawie w całości dwutorowa, częściowo zelektryfikowana linia kolejowa znaczenia miejscowego w województwie opolskim, w Polsce, biegnąca od Kędzierzyna-Koźla do podg Żabieniec, gdzie za posterunkiem łączy się z torami linii kolejowej nr 137 w km 66,391.